# Sokołowica
Sokołowica (ukr. Соколовиця) – wieś na Ukrainie, w obwodzie iwanofrankiwskim, w rejonie nadwórniańskim, na wschód od góry Sokołowiec.